# إيرل آي. ماك
إيرل آي. ماك (بالإنجليزية: Earle I. Mack)‏ هو دبلوماسي ومنتج أفلام ومحامي أمريكي، ولد في 1938.

## وصلات خارجية
- إيرل آي. ماك على موقع IMDb (الإنجليزية)
- إيرل آي. ماك على موقع إن إن دي بي (الإنجليزية)